# Мијен (острво)
Острво Мијен (енгл. Meighen Island) је једно од острва у канадском арктичком архипелагу. Налази се западно од острва Аксел Хајберг. Острво је у саставу канадске територије Нунавут. Покривено је леденом капом, а обале су увијек залеђене. Открио га је 1916 Вилхјалмур Стефансон (Vilhjalmur Stefansson). Острво је добило име по канадском премијеру Артуру Мијену (Arthur Meighen). Ненасељено је, а површина му је око 955 km². 